# Міднолист
Міднолист або акаліфа (Acalypha) — рід декоративно-квітучих рослин з родини молочайних.

## Опис

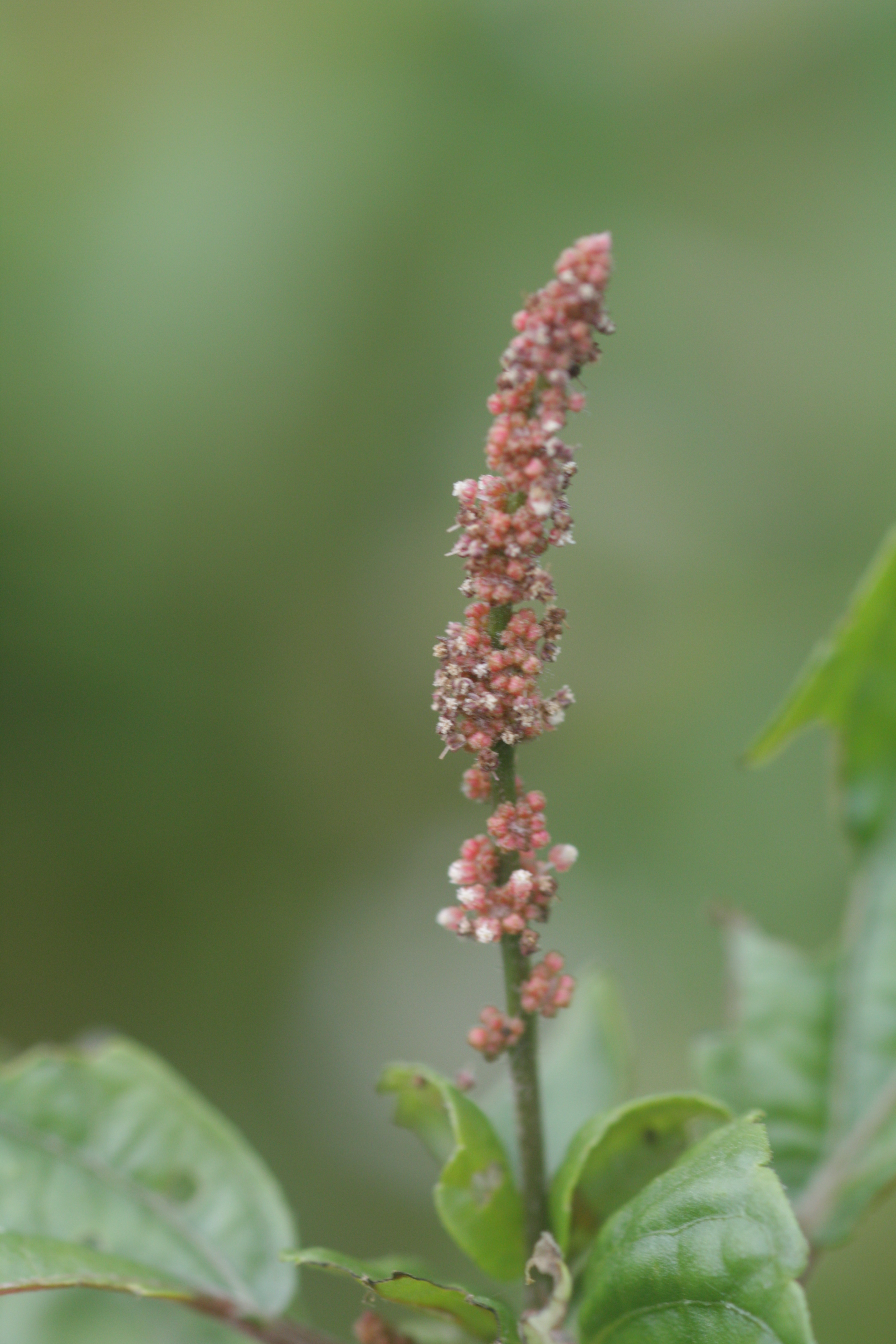
Акаліфа південна або міднолист південний (Acalypha australis)

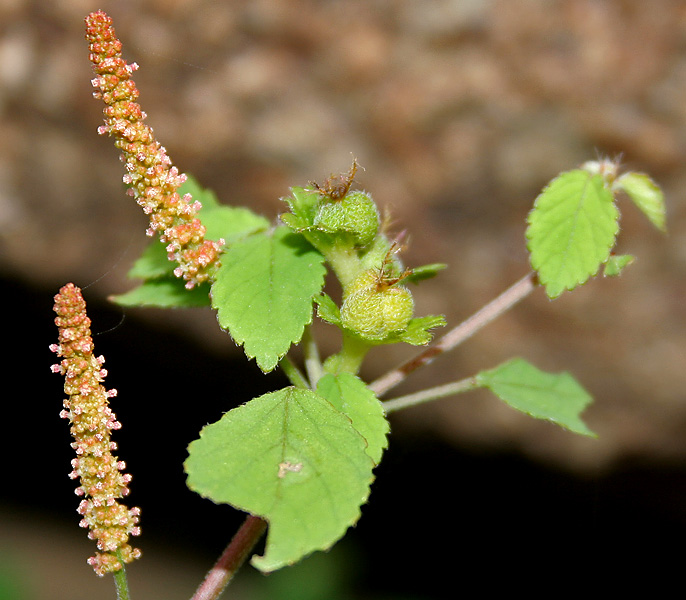
Acalypha capitata, Індія.

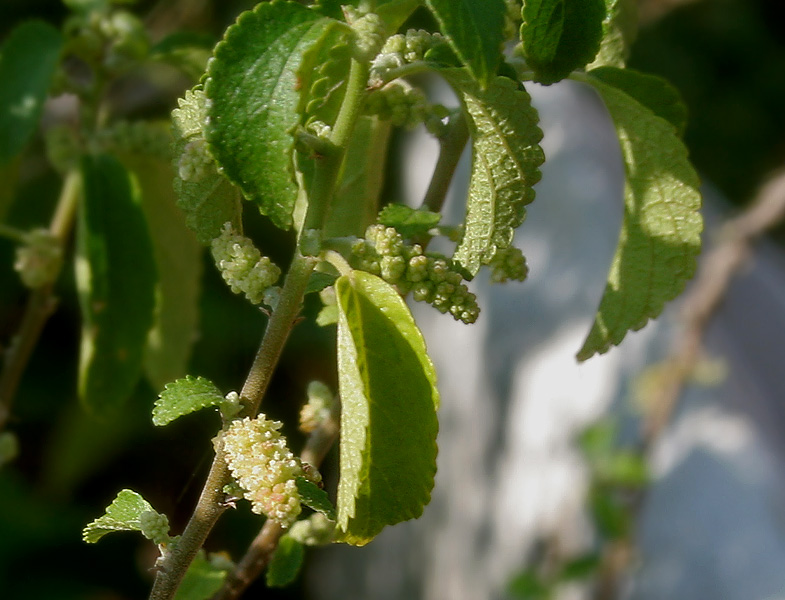
Acalypha fruticosa

Акаліфа — вічнозелений чагарник невеликих розмірів. Листя яйцеподібної форми, з пільчатимі краями. Квітки акаліфи дрібні, зібрані в колосоподібні суцвіття. Усі частини рослини містять отруйний сік, тому при вирощуванні цієї рослини слід дотримуватися обережності.

## Утримання в культурі
| Умови             | Догляд |
| ----------------- | --- |
| Ґрунт             | повинен постійно бути вологим                                                                                      |
| Температура       | не повинна бути нижче 16 °С                                                                                        |
| Розмноження       | стеблевими живцями весною. Для вкорінення використовують фітогормони і нижній підігрів.                            |
| Вологість повітря | для успішного вирощування цієї рослини є вологе і тепле повітря, інакше квітка втрачає стійкість до різних хвороб. |
| Освітлення        | місце має бути дуже світлим і захищеним від прямих сонячних променів.                                              |

## Види
В роді налічується декілька сотень (за даними спільного інтернет-проекту Королівських ботанічних садів у К'ю і Міссурійського ботанічного саду «The Plant List» — 725) видів листопадних або вічнозелених дерев і кущів (докладніше див. Список видів роду міднолист).
В Україні зустрічається адвентивний вид акаліфа південна (Acalypha australis L.).